# Рудолф Турн-Таксис
Рудолф Турн-Таксис е чешки юрист, един от основоположниците на българската юридическа система.

## Биография
Роден е на 25 ноември 1833 г. в Прага. Завършва право в родния си град. Член е на Академичния читателски кръг с председател Константин Иречек. В 1880 г. пристига в Пловдив, където става главен адвокат, а от 1885 г. – главен прокурор към Върховния съд на Източна Румелия. През 1883 г. изработва проект за наказателен закон. Заедно с Антон Бернкопф е сред основоположниците на българската юридическа система. По-късно се завръща в Чехия. Умира на 3 юли 1905 г. във Велехрад.